# Alopia grossuana
Alopia grossuana is een slakkensoort uit de familie van de Clausiliidae. De wetenschappelijke naam van de soort werd voor het eerst geldig gepubliceerd in 1977 door H. Nordsiec.